# Lucie Ceralová

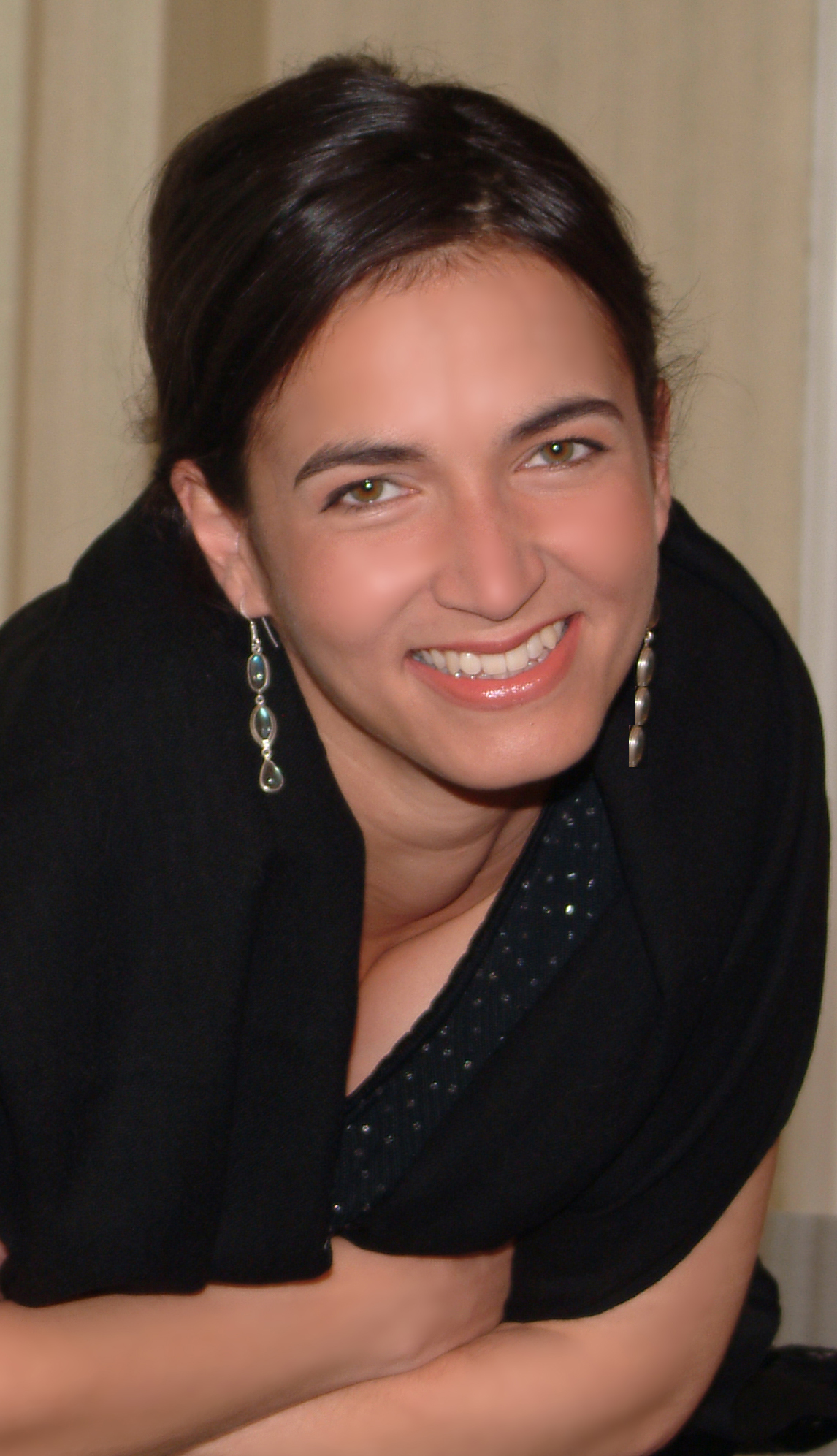
Lucie Ceralová 2009

Lucie Ceralová (* 4. Juni 1976 in Liberec, Tschechoslowakei) ist eine Opernsängerin (Mezzosopran und Alt). 

## Leben
Die gebürtige Tschechin studierte von 1994 bis 1999 an der Palacký-Universität Olomouc Germanistik und Musikpädagogik. Für ihre Magisterarbeit über den sudetendeutschen Schriftsteller Friedrich Jaksch wurde sie mit dem Förderpreis der Sudetendeutschen Landsmannschaft München ausgezeichnet.
Von 2000 bis 2007 studierte sie in Dresden an der Hochschule für Musik Carl Maria von Weber Gesang, unter anderem in Meisterkursen bei Brigitte Fassbaender, Dagmar Pecková, Margreet Honig, Gwendolin Killebrew und Evelyn Herlitzius. Im Laufe ihres Studiums erhielt sie eines der ersten Stipendien der Brücke/Most-Stiftung, welche sich der Verbesserung der tschechisch-deutschen Gemeinschaft widmet.
Es folgten Engagements in Rostock, Auftritte mit dem Geiger Ivan Ženatý beim internationalen Musikfestival Prager Frühling, den Royal Liverpool Philharmonic Orchestra und beim Kammermusikfest Lockenhaus sowie Auftritte im deutschen und tschechischen Rundfunk.
Heute lebt Lucie Ceralová mit ihrer Familie in Dresden.

## Repertoire
- Carmen – Carmen, Georges Bizet, französisch/deutsch Walter Felsenstein
- Mercédès – Carmen, Bizet, französisch/deutsch Felsenstein
- Hexe – Rusalka, Antonín Dvořák, tschechisch
- Camilla – Das Aquarium oder die Stimme der Vernunft, Georg Kreisler
- Die Fee Nulle/Lilian Nevermore – Die drei Wünsche oder die Wechselfälle des Lebens, Bohuslav Martinů, deutsch
- Charlotte – Werther, Jules Massenet
- Sesto – La clemenza di Tito, Wolfgang Amadeus Mozart, deutsch/italienisch
- Cherubino – Le nozze di Figaro, Wolfgang Amadeus Mozart, italienisch
- Dorabella – Così fan tutte, Wolfgang Amadeus Mozart, italienisch
- Dritte Dame – Die Zauberflöte, Wolfgang Amadeus Mozart, deutsch
- Schankwirtin – Boris Godunow, Modest Mussorgski, deutsch/russisch, Feodor, russisch
- Die Stimme der Mutter – Les contes d’Hoffmann, Jacques Offenbach, deutsch/französisch
- Cupido – Orpheus in der Unterwelt, Jacques Offenbach, deutsch
- Rosina – Il barbiere di Siviglia, Gioachino Rossini
- Isabella – L’italiana in Algeri, Gioachino Rossini
- Der Pilger – L’amour de loin, Kaija Saariaho
- Zweite Frau – Bahnwärter Thiel, Enjott Schneider, deutsch
- Adelheid – Fürst Pückler, Enjott Schneider, deutsch
- Prinz Orlofsky – Die Fledermaus, Johann Strauss
- Oktavian – Der Rosenkavalier, Richard Strauss
- Olga – Eugen Onegin, Pjotr Iljitsch Tschaikowski, deutsch/russisch
- Flora Bervoix – La traviata, Giuseppe Verdi
- Emilia – Otello, Giuseppe Verdi, italienisch
- Erda – Das Rheingold, Richard Wagner

## Preise/Ehrungen
- 2001 – Stipendium der Brücke/Most-Stiftung
- 2003 – Sonderpreis der Dvořák-Gesellschaft  beim Internationalen Antonín-Dvořák-Wettbewerb
- 2004 – DAAD-Preis für hervorragende Leistungen eines ausländischen Studierenden
- 2005 – Dresdner Europa Stipendium für außergewöhnlich begabte Künstler